# Billy's Band
Billy's Band — російський музичний гурт з Санкт-Петербургу, що грає в стилях блюз, свінг, джаз та рок.

## Про гурт
Заснована у 2001 році Біллі Новіком та Андрієм Рєзніковим. Дискографія Billy's Band нараховує 5 студійних, 3 концертних альбоми, 3 сингли та декілька збірок; окрім того, в історії групи присутній досвід участі у найбільших фестивалях джазової музики у США та Канаді.
Самі музиканти характеризуютю свій стиль як «романтичний алкоджаз», а раніше називали себе «похоронним діксілендом з нескінченним хепі-ендом». Один з небагатьох популярних колективів у Росії, що відноситься до моделі DIY (Do It Yourself) — команда сама записує та оформляє альбоми, займається дистрибуцією та рекламою, влаштовує концерти та гастролі, при цьому вона не уклала жодного контракту з великим рекорд-лейблом чи продюсером.